# 儒卡
儒卡(Juca)，全名儒利亚诺·罗贝托·安托内洛（Juliano Roberto Antonello），巴西足球运动员，司职中场，目前效力于西甲球队拉科鲁尼亚。

## 俱乐部生涯
在登陆欧洲之前，儒卡一直在巴西联赛效力。转会欧洲之后，儒卡加盟贝尔格莱德游击队，在游击的两个赛季里，儒卡总共出场59次，打入10球。
2009年6月，在合约即将到期之际，儒卡选择自由转会加盟西甲球队拉科鲁尼亚。他与新东家的合约到2011年。